# Kerstin Ubben
Kerstin Ubben (Hamburgo, 4 de septiembre de 1968) es una deportista alemana que compitió en bádminton. Ganó una medalla de bronce en el Campeonato Europeo de Bádminton de 1996, en la prueba de dobles.

## Palmarés internacional
| Campeonato Europeo | Campeonato Europeo  | Campeonato Europeo | Campeonato Europeo |
| Año                | Lugar               | Medalla            | Prueba             |
| ------------------ | ------------------- | ------------------ | ------------------ |
| 1996               | Herning (Dinamarca) | Medalla de bronce  | Dobles             |